# Ballstad
Ballstad este o localitate din comuna Vestvågøy, provincia Nordland, Norvegia, cu o suprafață de 0,75 km² și o populație de 818 locuitori (2013).